# Tamara Lunger

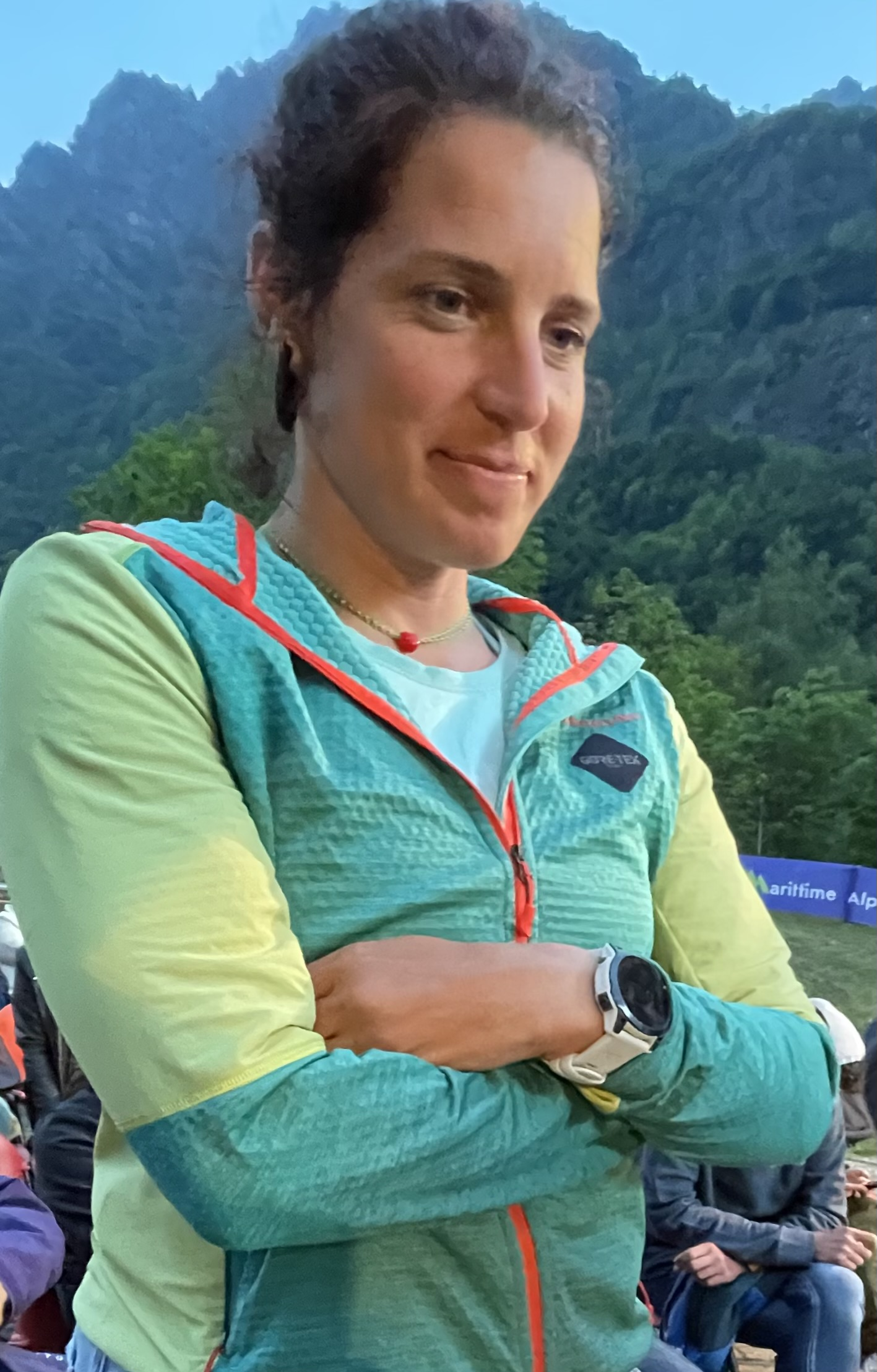
Tamara Lunger

Tamara Lunger (* 6. Juni 1986 in Bozen) ist eine italienische Skibergsteigerin.

## Leben
Tamara Lunger ist die Tochter von Hansjörg Lunger. Sie begann 2002 mit dem Skibergsteigen. Ein Jahr darauf nahm sie anlässlich des Vertical Race in San Martino di Castrozza erstmals an einem Wettkampf in der Sportart teil. Lunger lebt in Karneid.
Am 23. Mai 2010 erreichte sie als jüngste Frau den Gipfel des Lhotse. Am 26. Juli 2014 stand sie auf dem Gipfel des K2. Diese Besteigung wurde unter dem Titel "Tamara" verfilmt und 2015/16 im Rahmen der European Outdoor Film Tour präsentiert. 
Am 26. Februar 2016 startete sie im Rahmen der Wintererstbesteigung des Nanga Parbat vom Lager 4 Richtung Gipfel. Während Simone Moro, Alex Txikon und Ali Sadpara als erste Bergsteiger überhaupt an diesem Tag den Gipfel des 8125 Meter hohen Nanga Parbat im Winter erreichten, kehrte Lunger aufgrund gesundheitlicher Probleme rund hundert Meter unterhalb des Gipfels um.
Im Frühjahr 2017 unternahm sie gemeinsam mit Simone Moro den Versuch, die Kangchendzönga-Traverse zu begehen. Wegen gesundheitlicher Probleme Moros kehrte die Seilschaft jedoch auf 7200 m um und brach die Expedition ab. Der Dokumentarfilm über die "Kangchenjunga Skyline Expedition" wurde unter dem Titel "La Congenialità - The Attitude of Gratitude" veröffentlicht.
2020 scheiterte der Versuch der Überschreitung von Gasherbrum I und Gasherbrum II im Winter gemeinsam mit Simone Moro. Die Lawinengefahr war erheblich. Die Bergsteiger hatten alle Mühe, ihren Weg durch den zerklüfteten Gasherbrum-Gletscher zu finden. Die Expedition endete am 18. Januar 2020 mit einem Spaltensturz von Moro. Daraufhin verließen Moro und Lunger mit einem Hubschrauber das Basislager.
Im Januar/Februar 2021 wollte Lunger zusammen mit dem Rumänen Alexandru Găvan, dem Chilenen Juan Pablo Mohr und den Spaniern Sergi Mingote und Carlos Garranzo den K2 im Winter besteigen. Dies gelang einem Team um den Nepalesen Nirmal Purja am 16. Januar 2021 zum ersten Mal überhaupt. Am selben Tag stürzte Mingote zwischen Base Camp und Camp 1 tödlich ab. Mohr versuchte als einziger der Seilschaft am 5. Februar den Gipfel zu erreichen. Zusammen mit dem Pakistaner Ali Sadpara und dem Isländer John Snorri Sigurjónsson verschwand er aber zunächst spurlos. Ihre Leichen wurden Ende Juli 2021 in der Nähe einer der Schlüsselstellen des Berges, dem Flaschenhals, in über 8000 Meter Höhe gefunden.

## Erfolge (Auswahl)
- 2007:
  - 1. Platz bei der Pierra Menta in der Altersklasse „Espoirs“ mit Silvia Cuminetti
  - 5. Platz bei der Europameisterschaft Skibergsteigen Team mit Elisa Fleischmann
  - 5. Platz beim Europa-Cup Skibergsteigen

- 2008:
  - 1. Platz bei der Pierra Menta in der Altersklasse „Espoirs“ mit Elisa Fleischmann
  - 9. Platz bei der Weltmeisterschaft Skibergsteigen Team mit Silvia Cuminetti

## Auszeichnungen
- Gazzetta Sports Award 2016: „Gentleman des Jahres“

## Bibliographie (Auswahl)
- Der Ruf des K2: Die Tragödie meiner Winterexpedition am K2, Athesia-Tappeiner, Bozen, 2023, ISBN 979-12-80864-06-2